# Polystachya tsaratananae
Polystachya tsaratananae är en orkidéart som beskrevs av Joseph Marie Henry Alfred Perrier de la Bâthie. Polystachya tsaratananae ingår i släktet Polystachya och familjen orkidéer. Inga underarter finns listade i Catalogue of Life.